# Мартон, Анна
Анна Мартон (венг. Márton Anna, р.31 марта 1995) — венгерская фехтовальщица-саблистка, призёр чемпионатов мира и Европы.

## Биография
Родилась в 1995 году в Будапеште. В 2010 году стала чемпионкой Европы среди кадетов и бронзовой призёркой чемпионата мира среди кадетов. В 2012 году стала чемпионкой Европы среди юниоров. В 2014 году стала чемпионкой мира и Европы среди юниоров.
В 2015 году завоевала бронзовую медаль чемпионата мира.
В 2016 году венгерская фехтовальщица стала серебряным призёром чемпионата Европы, уступив в финале Софье Великой.
В 2019 года Анна выиграла бронзовую медаль чемпионата Европы в личном первенстве, а также серебряную награду в командном турнире.